# Янош Віг (футболіст)
 Янош Віг (угор. Víg Wilhelm János, 13 жовтня 1907, Будапешт — 1949, там само), також відомий як Янош Вільгельм — угорський футболіст, що грав на позиції півзахисника. Відомий виступами, зокрема, за клуб «Уйпешт», а також національну збірну Угорщини.

## Клубна кар'єра
З 1926 по 1933 рік виступав за команду «Уйпешт», провівши у її складі 94 матчі в чемпіонаті, в яких відзначився сімома забитими голами. Чемпіонат Угорщини з 1926 року був професійним. Боротьба за чемпіонство традиційно зводилась до змагань між трьома клубами —  «Ференцварошем», «Хунгарією» (МТК) і ««Уйпештом». У 1930 і 1931 роках Янош завоював зі своєю командою перші в історії титули чемпіона країни. У цих сезонах на рахунку Віга 18 і 17 зіграних матчів відповідно. Також футболіст виграв чемпіонський титул в 1933 році, провівши за команду 5 матчів.
Дві найкращі команди країни отримували можливість спробувати свої сили в кубку Мітропи, міжнародному турнірі для найсильніших клубів центральної Європи. В цьому змаганні «Уйпешт» досяг успіху в 1929  році. На шляху до фіналу команда пройшла празьку «Спарту» (6:1 і 0:2) і віденський «Рапід» (2:1, 2:3 і 3:1 в переграванні в додатковий час завдяки хет-трику бомбардира команди Іштвана Авара). У фіналі «Уйпешт» переграв іншу чеську команду —  «Славію». Вже в першому матчі «Уйпешт» здобув вагому перевагу 5:1, а в матчі відповіді вдовольнився нічиєю 2:2. Віг зіграв в усіх 7 матчах команди на турнірі, а загалом у кубку Мітропи на його рахунку 11 матчів у 1927-1930 роках.
«Уйпешт» і «Славія» через рік знову зустрілися у фіналі міжнародного турніру   —  Кубка Націй. Ці змагання відбулися у Женеві під час проведення Чемпіонату світу в Уругваї. У ньому брали участь чемпіони або володарі кубків більшості провідних у футбольному плані континентальних країн Європи. «Уйпешт» почергово переграв іспанський «Реал Уніон»» (3:1), голландський «Гоу Егед» (7:0), швейцарський «Серветт» (3:0) і «Славію» у фіналі (3:0).
У другій половині 30-х років Віг виступав в угорських клубах «Керюлеті» і «Кішпешт».

## Виступи за збірну
10 квітня 1927 року дебютував в офіційних матчах у складі національної збірної Угорщини в грі проти збірної Югославії (3:0). 25 вересня 1927 року відзначився голом за збірну в грі з тією ж Югославією (1:5). Ще два поєдинки за збірну є на рахунку Віга у 1930 році. Один з них припав на розіграш  кубка Центральної Європи і завершився великою поразкою від збірної Італії (0:5).

## Досягнення
- Володар Кубка Мітропи: 1929
- Чемпіон Угорщини: 1929–30, 1930–31, 1932–33
- Срібний призер Чемпіонату Угорщини: 1926–27,  1931-32
- Бронзовий призер Чемпіонату Угорщини: 1927–28,  1928–29
- Фіналіст Кубка Угорщини: 1933
- Володар Кубка Націй 1930

### Статистика виступів за збірну
| Дата       | Місто    | Господарі      | Результат | Гості     | Турнір                   | Голи | Примітки |
| ---------- | -------- | -------------- | --------- | --------- | ------------------------ | ---- | -------- |
| 10/04/1927 | Будапешт | Угорщина       | 3 – 0     | Югославія | товариський матч         | -    |          |
| 25/09/1927 | Загреб   | Югославія      | 5 – 1     | Угорщина  | товариський матч         | 1    |          |
| 01/05/1930 | Прага    | Чехословаччина | 1 – 1     | Угорщина  | товариський матч         | -    |          |
| 11/05/1930 | Будапешт | Угорщина       | 0 – 5     | Італія    | Кубок Центральної Європи | -    |          |
| Усього     |          | Матчів         | 4         |           | Голів                    | 1    |          |